# Sociolingvistică
Sociolingvistica este o ramură a lingvisticii care studiază influența societății asupra limbii.
Sociolingvistica s-a dezvoltat în a doua jumătate a sec. XX și și-a propus abordarea faptelor de limbă în perspectivă extralingvistică, socioculturală. Obiectul ei îl constituie funcționarea limbii în contextul ei micro și macrosocial. Printre cele mai importante probleme se numără variația lingvistică (determinată de factori sociali) și invariantele corespunzătoare (într-o comunitate dată și, respectiv, la nivelul comportamentului individual); funcționarea variantelor lingvistice într-o comunitate națională; raportul dintre varianta standard și variantele non standard, influențele reciproce ale acestora, determinate de factorii extralingvistici; bilingvism și multilingvism, limbi și varietăți lingvistice în contact ș.a.
Obiectul sociolingvisticii îl constituie studiul limbii văzute ca parte integrantă a culturii și vieții sociale, incluzând deci „orice aspect sau folosire a limbii care se corelează cu funcțiile sale culturale și sociale”. Așadar, sociolingvistica cercetează relațiile dintre limbă și societate.
Noutatea pe care o aduce sociolingvistica constă, în primul rând, în modul de abordare a problemei relațiilor dintre limbă și societate: limba și societatea sunt concepute ca două structuri de organizare proprie a căror variație este corelativă și sistematică, cu alte cuvinte, raporturile dintre ele sunt modelabile.